# ソユーズMS-18
ソユーズMS-18は2021年4月9日07:42:41UTCに打ち上げられたソユーズによる宇宙飛行である。第64次長期滞在の乗組員を国際宇宙ステーション（ISS）に輸送する。ソユーズMS-18はソユーズ宇宙船に146回目の有人宇宙飛行である。乗組員はロシア人コマンダー、ロシア人フライトエンジニアおよびNASAのアメリカ人フライトエンジニアからなっている。この宇宙船は191日間を宇宙で過ごした後、2021年10月17日に地球に帰還した。このフライトでは約1週間で宇宙で映画 Vyzov（ロシア語: Вызов;挑戦）を撮影するためにソユーズMS-19でISSに到着した映画監督のクリム・シペンコおよび女優のユリア・ペレシルドの帰還船となった。
2021年3月9日、ロスコスモスはNASAの要請に応じて既存の飛行計画を変更し、メインクルーのセルゲイ・コルサコフにかえてマーク・T・ヴァンデ・ヘイを、バックアップクルーのディミトリー・ペテリンにかえてアン・マクレーンを配置することで、NASAの宇宙飛行士のソユーズ宇宙船でのフライトを、少なくとも1フライト延長すると発表した。この取り決めはNASAとロスコスモスの間の補完的な乗組員輸送サービスのための現物取引であり、2つの機関の間での金銭的交換は発生しない。
2021年10月17日に、予定通り船長のオレッグ・ノヴィツキーおよび映画撮影のために滞在していたシペンコとペレシルドを載せて地球に帰還した。

## クルー
| 地位                               | 打ち上げ機乗組員                                                                  | 着陸機乗組員                                                        |
| ---------------------------------- | --------------------------------------------------------------------------------- | ------------------------------------------------------------------- |
| コマンダー                         | オレッグ・ノヴィツキー, ロスコスモス 第64次長期滞在 3回目の宇宙飛行               | オレッグ・ノヴィツキー, ロスコスモス 第64次長期滞在 3回目の宇宙飛行 |
| フライトエンジニア/宇宙飛行参加者1 | ピョートル・ドゥブロフ, ロスコスモス 第64次/第65次/第66次長期滞在 1回目の宇宙飛行 | クリム・シペンコ, チャンネル1 映画 Vyzov（挑戦） 1回目の宇宙飛行    |
| フライトエンジニア/宇宙飛行参加者2 | マーク・T・ヴァンデハイ, NASA 第64次/第65次/第66次長期滞在 2回目の宇宙飛行        | ユリア・ペレシルド, チャンネル1 映画 Vyzov（挑戦） 1回目の宇宙飛行  |

### バックアップクルー
| 地位                | 乗組員                                 | 乗組員                                 |
| ------------------- | -------------------------------------- | -------------------------------------- |
| コマンダー          | アントン・シュカプレロフ, ロスコスモス | アントン・シュカプレロフ, ロスコスモス |
| フライトエンジニア1 | オレッグ・アルテミエフ, ロスコスモス   | オレッグ・アルテミエフ, ロスコスモス   |
| フライトエンジニア2 | アン・マクレーン, NASA                 | アン・マクレーン, NASA                 |

## ロシア側モジュールの拡張

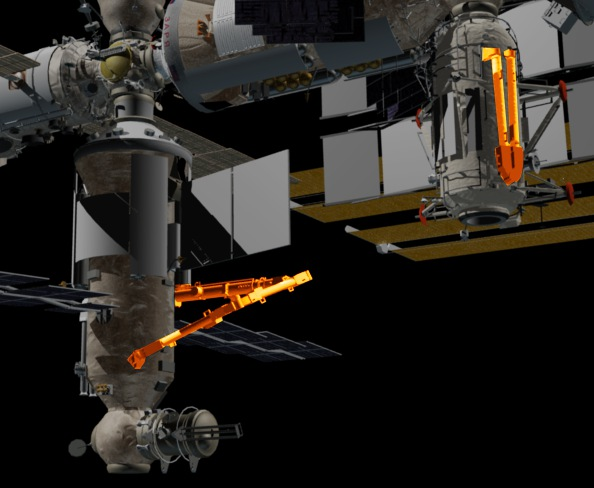
Naukaモジュール（左）に取り付けられた ERA のアーティストによるイメージ。予備のジョイントはRassvetモジュール（右）に取り付けられる

ソユーズMS-18の乗組員は、先行して打ち上げられてISSにドッキングしたNaukaモジュールに取り付けられる欧州ロボットアーム（ERA）の一部を輸送するめに2021年7月21日に打ち上げられたプロトン-M打ち上げロケットに先立って、2021年4月9日到着した。ISSロシア側モジュールへの Nauka およびERAを設置するための船外活動が第65次長期滞在（ソユーズMS-18乗組員）によって計画され、7月29日に実行された。

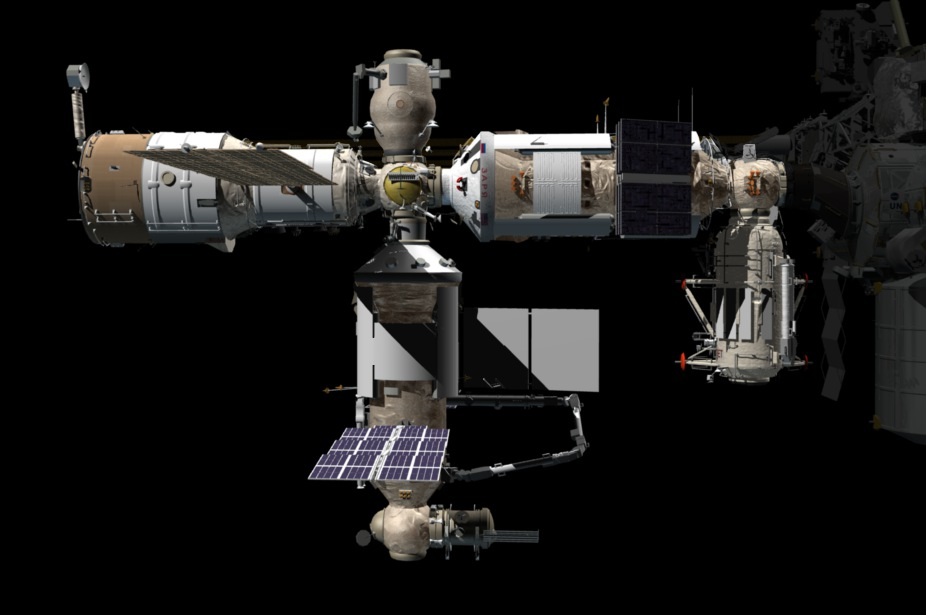
Nauka がドッキングした後のロシア側モジュールのコンピューター生成画像

プリチャルモジュールの国際宇宙ステーションに向けてプログレスM-UMと一緒の打ち上げが2021年11月24日に予定されている。2021年2月4日にロスコスモスによって起草されたISSフライトマニフェストでは、Prichalが2021年11月に打ち上げられ、2日後にNaukaの天底側ポートにドッキングすることになっている。Prichalの1つのポートにはNauka/MLMモジュールとのドッキングを可能とするアクティブ・ハイブリッド・ドッキング・ポートが装備されている。残りの5つのポートは、ソユーズおよびプログレス輸送機や、より重たいモジュールや、ドッキングシステムが変更された将来の宇宙船とのドッキング可能なパッシブ・ハイブリッド・ポートとなっている。Prichalモジュールが宇宙ステーションに到着した後に、ソユーズM-18乗組員による船外活動が計画されている。この船外活動はモジュールの初期の準備作業に焦点が当てられている。

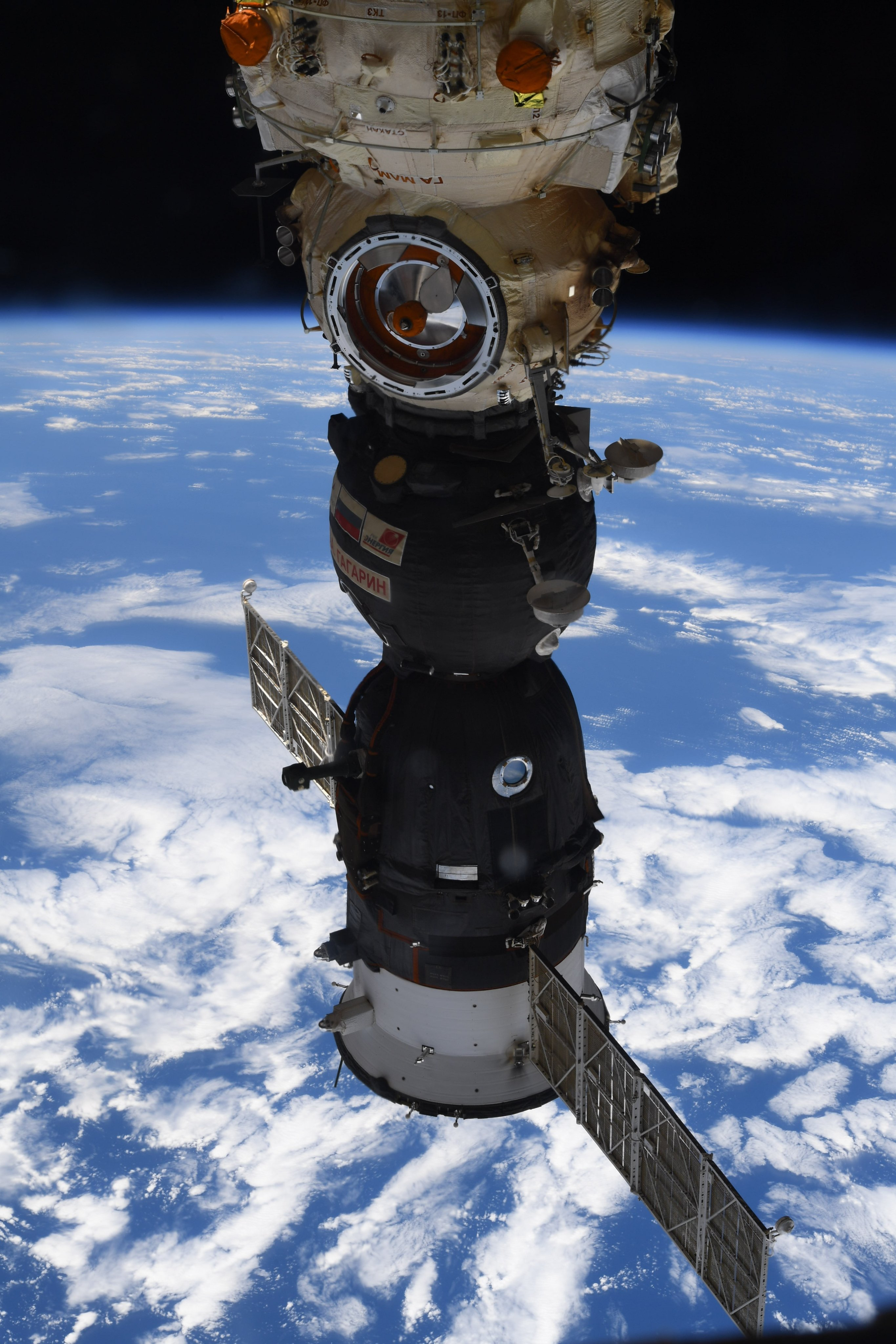
再配置後にナウカにドッキングするソユーズMS-18

Prichalモジュールは2021年にロシア側モジュールへの2つ目の追加となる。

## エンジン点火事故
2021年10月15日の０９：０２ UTC、着陸に向けての宇宙船の推進システムの準備中に、ソユーズMS-18は予定の時間を超えて不用意にスラスターを噴射し、この結果として０９：１３ UTCにISSの姿勢が５７°変化してしまった。
宇宙ステーションの姿勢制御システムはロシア軌道セグメントのスラスターを用いて対応処置を行なった。
このソユーズの誤ったエンジン点火は、試験を行なっていたオレッグ・ノヴィツキーに対してミッションコントロールが間違った手順で指令を送ったためだった。
幸いなことに、ソユーズ宇宙船に搭載された飛行管制システムには、テストに割り当てられた推進剤が全て使用されたら即座にエンジン停止指令を発生する、エンジンテスト時の限度設定が設けられていた。
この結果、宇宙船に搭載された推進剤の内、着陸に必要な分には手がつけられていなかった。
乗組員には危険はなかったが、これは2021年7月29日にナウカの制御が失われた時以来の２度目の事故だった
。

## 帰還
映画監督と女優は、コマンダーのオレッグ・ノヴィツキーとともにソユーズMS-18で2021年10月17日に地球に帰還した。
ソユーズMS-18でISSに到着した宇宙飛行士ピョートル・ドゥブロフとマーク・ヴァンデ・ヘイは、シュカプレロフとともにソユーズMS-19で着陸する予定である
。